# Savanes (Togo)
Savanes is de noordelijkst gelegen regio van Togo. De regio telde in 2006 ongeveer 660.000 inwoners en is 8600 vierkante kilometer groot. De regionale hoofdstad is Dapaong.
De belangrijkste rivier in de regio is de Oti, een zijrivier van de Volta.

## Grenzen
- Noorden:
  - Buurland Burkina Faso:
    - Regio Est
- Oosten:
  - Buurland Benin:
    - Departement Atacora
- Zuiden:
  - Regio Kara
- Westen:
  - Buurland Ghana:
    - Regio Upper East (noorden)
    - Regio Northern (zuiden)

## Prefecturen
De regio is verder opgedeeld in zeven prefecturen:
- Cinkassé
- Kpendjal
- Kpendjal-Ouest
- Oti-Nord
- Oti-Sud
- Tandjouaré
- Tône

Centrale · Kara · Maritime · Plateaux · Savanes